# Ketoacidose
Ketoacidose er betegnelsen for en akut tilstand, som oftest forårsaget af sygeligt forhøjet blodsukker hos en diabetiker med diabetes type I (DM1). Ubehandlet er tilstanden livstruende. 

## Symptomer
Tilstanden starter fra første dag med at manifestere sig i stærkt tiltagende urinproduktion, med heraf følgende hyppig vandladning. Urinen får en markant lugt af acetone, der skyldes ketoner (dannet af sukkeret i blodet) i urinen. Der kan påvises ketonstoffer og muligvis sukkerstoffer i urinprøven. 
Fra anden dag og fremefter vil der fortsat være store mængder keton- og sukkerstoffer i urinen, og der vil muligvis også kunne påvises protein og mikroskopiske (ikke synlige) spor af blod i urinen. Blodprøver vil vise et fald i blodets pH-værdi, ligesom der vil være stadig større mangel på visse essentielle stoffer i blodet, især kalium og natrium. Patienten bliver desorienteret, konfus og vil ende med at blive bevidstløs. Pulsen og temperaturen kan stige og blodtrykket kan falde til et punkt, hvor patienten går i shock. Han kan også begynde at udvikle en hurtig, dyb vejrtrækning, "Kussmauls respiration".

## Behandling
Ketoacidose kræver indlæggelse på hospitalet. Her gives insulin i hyppige, afmålte doser enten i fedtlaget under huden (subcutan injektion) eller i jævn tilførsel via et drop – dette for at holde blodsukkeret på et stabilt, normalt niveau. Samtidig gives oftest store mængder væske intravenøst for at skylle affaldsstofferne fra ketoacidosen ud med en øget urinproduktion, samt for at genoprette væskebalancen i kroppen, som er blevet forstyrret af den øgede vandladning. Endelig har man på hospitalet mulighed for at føre den hyppige kontrol med patienten, tilstanden kræver. 

## Dødelighed
Selv med rettidig, korrekt behandling er dødeligheden for patienter i ketoacidose på omkring 5%, stigende for sen diagnosticering / iværksættelse af behandling. Det er derfor af afgørende vigtighed at passe sin sukkersygebehandling som anvist, og at søge læge ved utilpashed og/eller svingende blodsukker, så relevant behandling kan opstartes så tidligt som muligt.

## Eksternt link
- The Merck Manual - Diabetic Ketoacidosis